# Temps moyen de fonctionnement avant panne
Le temps moyen de fonctionnement avant panne, ou MTTF (mean time to failure), désigne la durée moyenne d'utilisation d'un système avant sa première panne. Le MTTF est un des indicateurs de la fiabilité.
Lorsqu'il s'agit d'un système non réparable, c'est également la durée de vie du système ; c'est le cas de nombreux objets bon marché, et de manière générale d'appareils électroménagers vendus dans les pays industrialisés, qui sont conçus pour être jetés, le coût de main-d'œuvre pour la réparation étant souvent supérieur au prix de vente d'un objet neuf.
Si l'on suit n systèmes depuis leur mise en service neuf, et que t(i) est la durée écoulée au moment où survient la première panne, alors le MTTF est la moyenne des t(i) :
{\displaystyle \mathrm {MTTF} ={\frac {\sum _{i=1}^{n}t(i)}{n}}}
Notons qu'ici, le temps peut être effectivement une durée (en général exprimée en heures, en jours ou en mois), mais peut également être un nombre de tours pour une machine tournante, un nombre de cycles pour une machine ayant un fonctionnement cyclique, un nombre de kilomètres parcourus pour un véhicule…

## Systèmes suivant une loi de fiabilité particulière
La loi de fiabilité R(t), ou loi de survie, peut se définir comme la proportion de systèmes n'ayant pas encore connu de première défaillance à l'instant t ; la loi de mortalité F est la proportion de systèmes ayant défailli, et l'on a R = 1 - F. La probabilité instantanée de défaillance ƒ est alors donnée par
{\displaystyle f={\frac {\mathrm {d} \mathrm {F} }{\mathrm {d} t}}=-{\frac {\mathrm {d} \mathrm {R} }{\mathrm {d} t}}}
et le taux de défaillance instantané λ vaut
{\displaystyle \lambda ={\frac {f}{\mathrm {R} }}=-{\frac {1}{\mathrm {R} }}{\frac {\mathrm {d} \mathrm {R} }{\mathrm {d} t}}}.
Le MTTF est l'espérance de la loi de fiabilité. Si cette loi est continue, alors
{\displaystyle \mathrm {MTTF} =\int _{0}^{+\infty }t\cdot f(t)\cdot \mathrm {d} t}.

### Loi exponentielle
La loi exponentielle décrit des systèmes dont le taux de défaillance λ est constant, à l'instar de la désintégration en radioactivité. C'est une loi de système sans usure (« sans mémoire »), qui décrit bien le comportement des composants électroniques qui ont résisté aux premiers instants (les composants ayant une panne précoce sont des composants défectueux).
On a
R(t) = e-λt
et
MTTF = 1/λ

### Loi normale
La loi normale décrit bien le comportement de systèmes complexes dont les probabilités de défaillance s'additionnent ; c'est une conséquence du théorème central limite. Le taux de défaillance λ est croissant, ce qui correspond à un système avec usure.
Si l'on appelle Φ la fonction de répartition de la loi normale centrée réduite, alors la fonction de fiabilité est de la forme
{\displaystyle \mathrm {R} (t)=1-\Phi \left({\frac {t-\mu }{\sigma }}\right)}
où μ est l'espérance (moyenne) et σ l'écart type. On a :
MTTF = μ.

### Loi log-normale
La loi log-normale décrit bien les systèmes complexes dont les probabilités de défaillance se multiplient ; c'est également une conséquence du théorème central limite (le logarithme d'un produit étant la somme des logarithmes). Le taux de défaillance λ est également croissant, on est donc là aussi dans le cas de systèmes avec usure.
La fonction de fiabilité s'écrit (Φ étant toujours la fonction de répartition de la loi normale centrée réduite) :
{\displaystyle \mathrm {R} (t)=1-\Phi \left({\frac {\ln(t)-\mu }{\sigma }}\right)}
On a alors
MTTF = eμ.

### Loi de Weibull
La loi de Weibull est très utilisée en défaillance car elle permet de décrire de nombreux profils différents en fonction de son paramètre de forme β ; notamment, pour β = 1, on retrouve la loi exponentielle, et l'on approche une loi normale pour β entre 3 et 4. Selon la valeur de β, on peut avoir un λ décroissant (« mortalité infantile »), un λ constant (système sans mémoire) ou un λ croissant (système avec usure).
Par ailleurs, elle n'est définie que sur des valeurs positives, contrairement à la loi normale qui est définie également sur des temps négatif (ce qui signifie qu'un système pourrait être défaillant avant d'avoir été fabriqué…).
La loi de fiabilité réelle d'un système peut souvent être découpée en trois parties, chacune étant modélisée par une loi de Weibull.
La fonction de fiabilité est définie par (on suppose que le paramètre de position γ est nul) :
{\displaystyle \mathrm {R} (t)=\mathrm {e} ^{-\left({\frac {t}{\eta }}\right)^{\beta }}}
on a alors
{\displaystyle \mathrm {MTTF} =\eta \Gamma \left(1+{\frac {1}{\beta }}\right)}
où Γ est la fonction Gamma d'Euler.